# Ota z Windisch-Graetze
Ota Weriand Hugo Arnošt, kníže z Windisch-Graetze (německy Otto Weriand Hugo Ernst, princ (od roku 1902 kníže) zu Windisch-Graetz, 7. října 1873, Štýrský Hradec – 25. prosince 1952, Lugano) byl rakouský šlechtic z rodu Windisch-Graetzů, známý zejména svým sňatkem s arcivévodkyní Alžbětou Marií (zvanou „rudá arcivévodkyně“).

## Život
Otto byl druhý syn prince Arnošta Ferdinanda z Windisch-Graetze (1827–1918) a jeho manželky princezny Kamily z Oettingen-Oettingenu a Oettingen-Spielbergu (1845–1888).
23. ledna 1902 se ve Vídni oženil s arcivévodkyní Alžbětou Marií Rakouskou, dcerou korunního prince Rudolfa a korunní princezny Štěpánky, vnučkou císaře Františka Josefa I. a císařovny Alžběty.
Své nevěstě nebyl rovnorodý, tedy nepocházel z vysoké šlechty, jako příbuzná větev potomků knížete Alfréda, ale jen z větve potomků knížete Werianda, náležející k panskému stavu, ačkoli její hlava byla knížetem. Přesto souhlasil císař se sňatkem a povýšil ženicha do dědičného knížecího stavu nejen pro jeho osobu, ale zvláštním privilegiem získala celá Weriandova větev rodu knížecí titul namísto titulu prince a princezny.
Ze svazku vzešlo čtvero potomků. Od roku 1924 žil pár odděleně. Otto zemřel roku 1952 ve Švýcarsku. Je pohřben na hřbitově Lugano-Castagnola.

## Potomci
- František Josef z Windisch-Graetze (22. března 1904 – 1. ledna 1981), ⚭ 1934 Ghislaine d'Arschot Schoonhoven (10. března 1912 – 6. března 1997)
- Arnošt Weriand z Windisch-Graetze (21. dubna 1905 – 21. prosince 1952),
⚭ 1927 Helena Skinner (6. dubna 1906 – 11. května 1982), rozvedli se v roce 1938
⚭ 1947 Eva von Isbary (5. dubna 1921 – ?)
- Rudolf Jan z Windisch-Graetze (4. února 1907 – 14. června 1939), zemřel při motocyklovém závodě, svobodný a bezdětný
- Stefanie z Windisch-Grätze (4. dubna 1909 – 29. května 2005),
⚭ 1933 Pierre d'Alcantara de Querrieu (2. listopadu 1907 – 14. října 1944), zahynul v koncentračním táboře Oranienburg
⚭ 1945 Karl-Axel Björklund (21. prosince 1906 – 26. února 1986)